# Jerzy Michałowicz

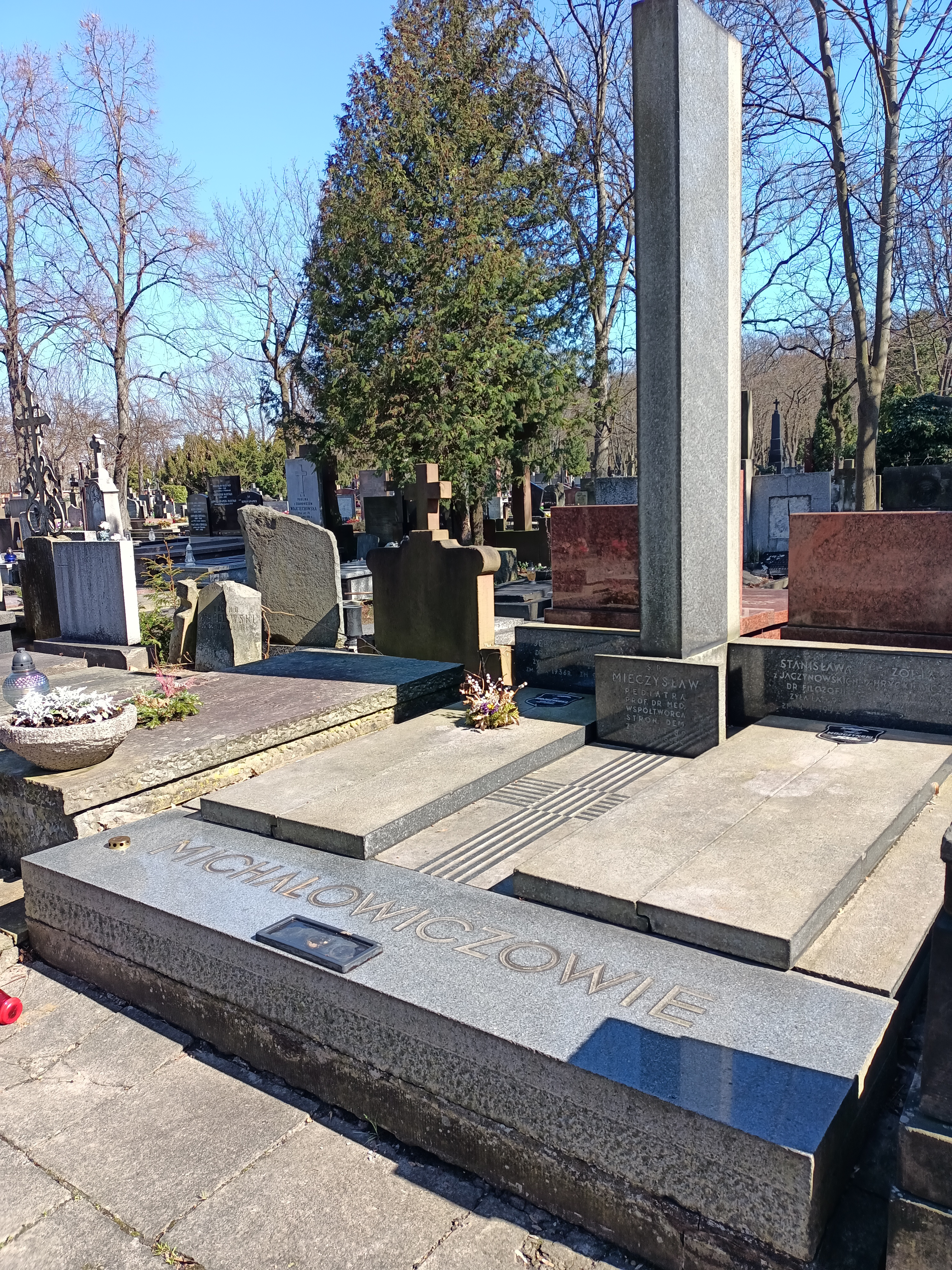
Grób Jerzego Michałowicza na cmentarzu Powązkowskim.

Jerzy Władysław Michałowicz (ur. 3 września 1903 w Petersburgu, zm. 29 października 1936 w Warszawie) – lekarz pediatra, organizator i teoretyk sportu robotniczego w Polsce, działacz Polskiej Partii Socjalistycznej, publicysta, piłkarz Skry Warszawa.

## Życiorys
Michałowicz był synem Mieczysława Michałowicza i Stanisławy domu Janczykowskiej. W młodości uczył się w prywatnym gimnazjum im. H. Sienkiewicza w Krakowie, gdzie w 1918 zaciągnął się do Gwardii Narodowej, w której działając brał udział w rozbiciu konsulatu niemieckiego. W tym samym roku podjął naukę w Gimnazjum Św. Stanisława Kostki w Warszawie, a następnie w 1920 uczestniczył w wojnie polsko-radzieckiej służąc w 201 pułku artylerii polowej. W 1921 zdał maturę i podjął studia na Wydziale Lekarskim Uniwersytetu Warszawskiego.
W 1921 był założycielem Sportowego Klubu Robotniczo-Akademickiego, od 1922 funkcjonującym pod nazwą RKS Skra (późn. Skra Warszawa). W 1922 został członkiem Związku Niezależnej Młodzieży Socjalistycznej, a następnie Polskiej Partii Socjalistycznej. Michałowicz wyszedł z inicjatywą akcji kulturalno-oświatowej, która miała na celu zapewnienie rozwoju fizycznego młodzieży z rodzin robotniczych. Michałowicz w barwach Skry rozegrał 100 spotkań, uzyskując klubowe wyróżnienie – żelazny sygnet. W 1923 został członkiem zarządu klubu, a w latach 1925–1933 był jej prezesem.
W 1926 doprowadził do utworzenia w Warszawie pierwszego kongresu sportu robotniczego w Polsce, na którym dokonano przekształcenia warszawskiego Związku Robotniczych Stowarzyszeń Sportowych w krajową centralę sportową. Michałowski został sekretarzem generalnym związku (1928–1936), redaktorem „Sztafety Robotniczej” – organu ZRSS – dodatku do „Robotnika”. Był reprezentantem polskiego sportu robotniczego w Socjalistycznej Międzynarodówce Sportu Robotniczego, w którego kongresach uczestniczył. W 1928 został członkiem zarządu i prezesem Warszawskiego Okręgowego Związku Piłki Nożnej, a po kilku latach wiceprezesem Polskiego Związku Piłki Nożnej, w ramach którego doprowadził do utworzenia autonomicznych okręgów robotniczych PZPN.
W 1928 uzyskał tytuł doktora i podjął specjalizację w Klinice Chorób Dziecięcych Uniwersytetu Warszawskiego. Ponadto współpracował z Robotniczym Towarzystwem Przyjaciół Dzieci i Towarzystwem Uniwersytetu Robotniczego, działał w sekcji kulturalno-oświatowej RKS Skra, w którym utworzył sekcję dziecięcą i młodzieżową „Przyszłość”. W PPS został członkiem Centralnego Wydziału Młodzieży, współpracował z OM TUR „Młodzi Idą”, w 1931 i 1934 został wybrany do Rady Naczelnej PPS, w ramach której kierował Referatem Młodzieżowym. Był jednym z inicjatorów ustanowienia Robotniczej Odznaki Sportowej. Od 1934 objął przewodnictwo Warszawskiemu Robotniczemu Sportowemu Komitetowi Okręgowemu oraz został ordynatorem Domu Wychowawczego im. ks. Boduena w Klarysewie, gdzie założył Ogród Jordanowski. W tym samym roku został kierownikiem Oddziału Niemowlęcego w Warszawskim Szpitalu Dziecięcym przy ul. Kopernika. W 1935 wykładał Studium Pracy Społeczno-Oświatowej Wolnej Wszechnicy Polskiej.
Był przeciwnikiem antysemityzmu w PZPN, który przejawiał się dyskryminacją żydowskich sędziów piłkarskich. Był także przeciwnikiem organizacji Igrzysk Olimpijskich w hitlerowskich Niemczech i wspierał organizację wyjazdu polskich sportowców robotniczych na Ludowe Igrzyska Sportowe w Pradze.

### Działalność publicystyczna
Michałowicz publikował dla „Wychowania Fizycznego” (1933, 1934), współpracował z „Kolejarzem-Związkowcem”, był sekretarzem redakcji czasopisma „Opieka nad Dzieckiem” i „Pediatrii Polskiej”, a także redaktorem „Życia Dziecka”. Opublikował ponad 80 artykułów popularnonaukowych i naukowych.

### Życie prywatne
Jego żoną była Władysława z domu Wiśniewska, z którą miał troje dzieci: Marię Kazoń – inżyniera ogrodnika, i Ewę Wojczyńską – lekarza pediatrę, oraz syna Jerzego Michałowicza – inżyniera elektronika. Zachorował na płonicę po wizycie na oddziale zakaźnym w Szpitalu Dziecięcym, w którym miał zostać ordynatorem. Po kilkudniowej chorobie zmarł w nocy z 28/29 października 1936 w Warszawie Został pochowany na Cmentarzu Powązkowskim w Warszawie (kwatera 117, rząd 4, miejsce 19,20). Jego pogrzeb zgromadził kilkutysięczne tłumy.

## Upamiętnienie
Po śmierci Michałowicza poeta Edward Szymański zadedykował Michałowiczowi wiersz „Pożegnanie Jerzemu Michałowiczowi”. Dla upamiętnienia zasług Michałowicza Zarząd Główny Związku Robotniczych Stowarzyszeń Sportowych powołał Centralny Robotniczy Instytut Kultury Fizycznej imienia Jerzego Michałowicza. Ustanowiono puchar im. J. Michałowicza w rozgrywkach piłkarskich juniorów.